# Bathhouse Row
Bathhouse Row est une série de bâtiments thermaux américains situé à Hot Springs, dans l'Arkansas. Protégé au sein du parc national de Hot Springs, ce district historique est inscrit au Registre national des lieux historiques depuis le 13 novembre 1974 et est classé National Historic Landmark depuis le 28 mai 1987.